# Reach for the Sky
Reach for the Sky es el cuarto álbum de larga duración de Ratt. A pesar de que venden lo suficiente como para alcanzar el estado de platino de ventas y dio lugar a  "I Want a Woman" y "Way Cool Jr.", no fue suficiente para mantener la banda de gira por más de siete meses. Como resultado "What's It Gonna Be" no fue lanzado como sencillo sino que fue utilizado como Lado B de otro sencillo denominado "Lovin 'You is a Dirty Job", el primer sencillo de su próximo lanzamiento Detonator. El objetivo era que la gente vaya hacia atrás y diera un segundo vistazo al disco Reach for The Sky.
Ratt en esa época abría grandes cinciertos en vivo junto con Warrant y Kix.
Este álbum también fue el último en el que Beau Hill estuvo de productor.
El luchador profesional Brian Pillman utilizaba su tema de apertura "Don't Bite the Hand That Feeds".

## Lista de canciones
1. "City to City" (Pearcy/Crosby/DeMartini/Croucier/Hill) – 3:31
2. "I Want a Woman" (Pearcy/Crosby/Croucier/Hill) – 3:58
3. "Way Cool Jr." (Pearcy/DeMartini/Hill) – 4:27
4. "Don't Bite the Hand That Feeds" (Pearcy/Crosby/Croucier/Hill) – 3:08
5. "I Want to Love You Tonight" (Pearcy/Crosby/DeMartini) – 4:27
6. "Chain Reaction" (Pearcy/DeMartini/Croucier) – 3:42
7. "No Surprise" (Pearcy/DeMartini)– 4:03
8. "Bottom Line" (Pearcy/Crosby/DeMartini/Croucier/Hill) – 4:20
9. "What's It Gonna Be" (Pearcy/Crosby/DeMartini/Croucier/Hill) – 4:07
10. "What I'm After" (Pearcy/Croucier) – 3:35[3]

## Integrantes
- Stephen Pearcy: Voz líder
- Warren DeMartini: Guitarra líder
- Robbin Crosby: Guitarra líder y rítmica
- Juan Croucier: Bajo
- Bobby Blotzer: Batería

## Certificaciones
| País    | Certificación | Fecha                  | Ventas Certificadas |
| ------- | ------------- | ---------------------- | ------------------- |
| EE. UU. | Platino       | 6 de diciembre de 1989 | 1 000 000           |

## Posiciones en las listas

### Billboard Music Charts
| Año  | Tabla         | Posición |
| ---- | ------------- | -------- |
| 1988 | Billboard 200 | 17       |

### Billboard singles
| Sencillo       | Año  | Tabla                  | Posición |
| -------------- | ---- | ---------------------- | -------- |
| "Way Cool Jr." | 1988 | Billboard Hot 100      | 75       |
| "Way Cool Jr." | 1988 | Mainstream Rock Tracks | 16       |